# Szivárvány Képviselőcsoport
A Szivárvány Képviselőcsoport (angolul: Rainbow Group, franciául: Groupe Arc-en-ciel, németül Regenbogenfraktion) a zöld és regionalista politikai pártokat tömörítő képviselőcsoport volt az Európai Parlamentben 1984 és 1989 között.

## Története
A Szivárvány Képviselőcsoportot a zöldek, a regionalisták és másik pártcsaládhoz nem kötődő baloldali pártok koalíciójaként hozták létre 1984-ben. A európai parlamenti választáson 20 képviselői helyet szereztek. 1989-ben feloszlott a csoport és a zöld pártok 28 képviselővel létrehozták a Zöld frakciót, míg a regionalisták továbbra is a Szivárvány tagjai maradtak. 13 képviselővel a legkisebb képviselői csoporttal rendelkeztek az Európai Parlamentben. Az 1994-es választás alkalmával megszűnt a frakció, melynek a helyét az Európai Radikális Szövetség vette át, amely az 1999-es európai parlamenti választást követően egyesült a Zöld frakcióval és létrejött a Zöldek/Európai Szabad Szövetség képviselőcsoport. 

## Tagok

### 2. Európai Parlament (1984–1989)
| Ország                     | Párt                         | Európai Párt | Képviselők száma |
| -------------------------- | ---------------------------- | ------------ | ---------------- |
| Belgium                    | Népi Szövetség               | EFA          | 2 / 24           |
| Belgium                    | Ecolo                        | ZPESZ        | 1 / 24           |
| Belgium                    | Zöld                         | ZPESZ        | 1 / 24           |
| Dánia                      | EU ellenes Népi Mozgalom     | Nincs        | 4 / 16           |
| Hollandia                  | Pacifista Szocialista Párt   | ZPESZ        | 1 / 25           |
| Hollandia                  | Radikálisok Politikai Pártja | ZPESZ        | 1 / 25           |
| NSZK                       | Szövetség ’90/Zöldek         | ZPESZ        | 7 / 81           |
| Olaszország                | Proletár Egységpárt          | Nincs        | 1 / 81           |
| Olaszország                | Proletárdemokrácia           | Nincs        | 1 / 81           |
| Olaszország                | Szárd Akció Párt             | EFA          | 1 / 81           |
| Európai Gazdasági Közösség | Összesen                     | Összesen     | 20 / 434         |

### 3. Európai Parlament (1989–1994)
| Ország             | Párt                        | Európai Párt | Képviselők száma |
| ------------------ | --------------------------- | ------------ | ---------------- |
| Belgium            | Népi Szövetség              | EFA          | 1 / 24           |
| Dánia              | EU ellenes Népi Mozgalom    | Nincs        | 4 / 16           |
| Franciaország      | Korzikai Emberek Szövetsége | EFA          | 1 / 81           |
| Írország           | Független                   | Nincs        | 1 / 15           |
| Egyesült Királyság | Skót Nemzeti Párt           | EFA          | 1 / 81           |
| Olaszország        | Lombard Liga                | EFA          | 2 / 81           |
| Olaszország        | Szárd Akció Párt            | EFA          | 1 / 81           |
| Spanyolország      | Andalúz Párt                | EFA          | 1 / 60           |
| Spanyolország      | A népek Európájáért         | EFA          | 1 / 60           |
| Európai Unió       | Összesen                    | Összesen     | 13 / 518         |